# Лопухин, Александр Павлович
Алекса́ндр Па́влович Лопухи́н (10 (22) октября 1852—22 августа (4 сентября) 1904) — русский православный церковный писатель, переводчик, библеист, богослов, исследователь и толкователь Священного Писания.

## Биография
Родился 10 (22) октября 1852 года в селе Митякино Саратовской губернии в семье священника.
Среднее образование получил в Саратовской духовной семинарии. В 1874 году поступил в Санкт-Петербургскую духовную академию, которую окончил в 1878 году.
По окончании академии за глубокое знание английского языка был назначен псаломщиком в русскую церковь при российском посольстве в Нью-Йорке, где нёс послушание с 1879 по 1881 год. В 1881 году защитил магистерскую диссертацию «Римский католицизм в Америке: Исследование о современном состоянии и причинах быстрого роста Римско-Католической Церкви в Соединённых Штатах Северной Америки».
В 1882 году вернулся в Санкт-Петербург и в следующем году занял кафедру сравнительного богословия в Санкт-Петербургской духовной академии. В 1885 году, после ухода в отставку профессора А. И. Предтеченского, перешёл на кафедру древней общегражданской истории, которую занимал до своей кончины (в 1896 году упоминается ещё как экстраординарный профессор).
Умер в чине статского советника 22 августа (4 сентября) 1904 года. Погребён на Никольском кладбище Александро-Невской Лавры Санкт-Петербурга. На погребении ректор Академии епископ Сергий (впоследствии Патриарх Московский) сказал:

Его всегда будут вспоминать подписчики его журналов, бесчисленные читатели его литературных произведений, его книг, статей, наконец, его переводов, то есть все те, кого он, благодаря своему таланту изложения и знанию языков, сделал участниками или хотя бы созерцателями духовной, умственной жизни христианских народов.

## Просветительская работа
Ещё будучи студентом, в 1876 году, напечатал в журнале «Христианское чтение» крупный труд о ветхозаветных пророках. Будучи псаломщиком в Нью-Йорке, сотрудничал с американским журналом «The Oriental Church Magazine», в котором печатали его статьи о русской церковной жизни. В то же время в русских журналах и газетах публиковал результаты своих наблюдений за жизнью и бытом американского народа.
Будучи преподавателем духовной академии, перевёл и издал ряд произведений Фаррара, Лютардта, Робертсона, труды Фомы Кемпийского, Г. Ульгорна (нем. Gerhard Uhlhorn), перевод полного собрания творений святого Иоанна Златоуста (только первые шесть томов этого издания вышли под его редакцией) и других. В высоколитературных переводах Лопухина современники отмечали «освещение событий с точки зрения православного богослова».
С 1886 по 1892 годы вёл в академическом журнале «Церковный вестник» отдел заграничной летописи. В 1892 году был избран редактором как «Христианского чтения», так и «Церковного вестника» (состоял редактором журналов в течение последующих десяти лет). В 1893 году стал редактором и издателем журнала «Странник».
За время его работы редактором возросло число публикаций по Священному Писанию, общей церковной истории, литургике, церковной археологии, богословию. Начал издавать бесплатные приложения к журналам, которые сами по себе представляли литературную и научную ценность; в частности, в качестве подобного бесплатного приложения начала издаваться «Толковая Библия, или Комментарий на все книги Священного Писания Ветхого и Нового Завета». Однако из-за смерти он успел подготовить только комментарии на Пятикнижие Моисеево, составившие первый том «Толковой Библии», законченной его преемниками. В виде приложения к журналу «Странник» вышла в свет «Православная богословская энциклопедия или богословский энциклопедический словарь» в пяти томах (издание не было закончено в связи со смертью автора).

## Псевдонимы
Александр Павлович Лопухин публиковался под следующими псевдонимами:

| Псевдоним          | Публикации, вышедшие под соответствующим псевдонимом (примечания) |
| ------------------ | --- |
| А.                 | — в журнале «Христианское чтение» в 1892—1902 годах. |
| А. Л.              | — в журнале «Церковный вестник» 1895 года; в журнале «Христианское чтение» 1901 года; в I, III—V томах Православной богословской энциклопедии; в разделе христианская история Энциклопедического словаря Брокгауза и Ефрона. |
| Аграфов, А. П.     | — в журнале «Христианское чтение» № 10 за 1897 год |
| Л—н, А.            | — в V томе энциклопедического словаря Брокгауза и Ефрона |
| Литякин            | — (Картотека псевдонимов, составленная С. П. Шестериковым и переданная им И. Ф. Масанову) |
| Матвеев, Артамон   | — в книге «В поисках правды о народе» (СПб., тип. В. Киршбаума, 1898 год) |
| А. П. Митякин      | — в журнале «Христианское чтение» 1893—1895 годах. |
| Александр Павлович | — в журналах «Церковный вестник», «Христианское чтение», «Странник» в 1890-х годах |
| Раин А. П.         | — в журнале «Христианское чтение» в 1894—1895 годах |

## Печатные труды

### Книги
- Библейская история Ветхого Завета в 2 томах, 1887 г.
- Библейская история Ветхого Завета: Руководство для школ и самообразования. — 2-е изд., испр., со снимками древних памятников. — СПб., 1896. — XII, 454 с: ил.
- Библейская история при свете новейших исследований и открытий: Новый Завет: В 1 т. — СПб.: Тузова, 1895. — XXXII, 1184 с, 1 л. карт.: ил.
- Библейская история при свете новейших исследований и открытий: Ветхий Завет: В 2 т. Т.1, Т.2 — СПб.: Тузов, 1889—1890.
- Библейская история при свете новейших исследований и открытий: Ветхий Завет: В 5 т. — СПб.: Тип. Трея, 1913—1915. — Беспл. прил. к жур. «Странник».— 1913—1915.—Т. 2—5: Тип. «Грамотность».
- Библия и Вавилон. — СПб., 1904.
- Библия и научные открытия на памятниках Древнего Египта: (Библейско-исторические очерки). — СПб.: Тип. Добродеева, 1885. — 151 с.
- Библия и новейшие открытия в области иероглифических надписей на памятниках Древнего Египта. — СПб.: Тип. Елеонского, Ценз. 1878. — 24 с.
- Вавилонский царь правды Аммураби и его новооткрытое законодательство в сопоставлении с законодательством Моисеевым. — Пг.: Тип. Сойкина, 1904. — 53 с. — Отт. изд.: Странник.
- Внешние отличия духовенства в первые века христианства. — СПб.: Тип. Деп. уделов, 1879. — 12 с.
- Два слова в защиту Библейской истории при свете новейших исследований и открытий: Вынужденная отповедь двум критикам. — СПб.: Тип. Стасюлевича, 1894. — 19 с.
- День в Ливадии: Из воспоминаний о поездке в Ливадию к месту кончины в Бозе почившего царя-миротворца. — СПб., 1897. — 30 с.
- Жизнь за океаном: Очерки религиозно-общественной, экономической и политической жизни в США. — СПб.: Тип. Добродеева, 1882.—XII, 401 с.
- Законодательство Моисея: Исследование о семейных, социально-экономических и государственных законах Моисея, с приложением трактата: Суд над Иисусом Христом, рассматриваемый с юридической точки зрения. — СПб.: Тип. Елеонского, 1882. —VI, 313 с.
- Заокеанский Запад в религиозно-нравственном отношении: Публичные лекции, читанные Великим постом 1886 г. в Обществе распространения религиозно-нравственного просвещения в духе Православной Церкви, в пользу недостаточных студентов С.-Петербургской Духовной Академии и воспитанников С.-Петербургской Духовной семинарии. — СПб.: Тип. Елеонского, 1886 (обл. 1887). — 84 с.
- Идея Промысла Божия в истории, преимущественно по воззрению блаженного Августина и Боссюэта: Речь, читанная на торжественном акте С.-Петербургской Духовной Академии 4 февр. 1892 г. — СПб.: Тип. Катанского, 1892. — 87 с.
- Из поездки в Червонную Русь и по её окрестностям: Путевые впечатления во время проезда чрез Галицию летом 1895 года. — СПб.: Типо-лит. Пухира, 1897. — Извлеч. из: Церков. вестник. — 1896.
- Ироды, их династия, её представители и их судьба. — СПб.: Тип. Лопухина, 1900.
- Католикос Востока и его народ. — СПб, 1898.
- Лекции по философии истории. — СПб, 1901.
- На берегах Рейна: Из путевых заметок и впечатлений одного из участников 5-го Международного старокатолического конгресса в Бонне (5 июля — 26 авг. 1902 г.). — Пг.: Тип. Лопухина, 1902. — 66 с.
- Незаписанные в Евангелии изречения Христа Спасителя и новооткрытые изречения Его: С фотоснимком с новооткрытого памятника древней письменности. — СПб.: Типо-лит. Лопухина, 1897.—20 с.
- Новое поприще для миссии Святой Православной Церкви: Несториане или сирохалдейцы, их происхождение, история, теперешнее состояние и стремление к Православию: Чтение на торжественном собрании С.-Петербургского Братства Пресвятой Богородицы 2 февр. 1898 г. — СПб.: Тип. Лопухина, 1898.
- Первобытное человечество, его история, культура и Древность: (По учению Откровения, Быт. 4 и 5 гл. …)
- Религия в Америке. — СПб.: Тип. Добродеева, 1882. — VIII, 272 с.
- Римский католицизм в Америке: Исследование о современном состоянии и причинах быстрого роста Римско-Католической Церкви в Соединённых Штатах Северной Америки. — СПб.: Тип. Добродеева, 1881. — VI, 440 с.
- Руководство к Библейской истории Ветхого Завета. — СПб.: Тузов, 1888. — VIII, 431 с.
- Руководство к Библейской истории Нового Завета. — СПб.: Тузов, 1889. — VII, 464 с.
- Свобода религиозной совести в Америке: (Очерк отношений Церкви и государства в историческом развитии и современном состоянии в Соединённых Штатах Северной Америки). — М.: Унив. тип., Ценз. 1881. — 84 с.
- Современный Запад в религиозно-нравственном отношении: (Публичные лекции, читанные Великим постом 1885 и 1886 гг. в Обществе распространения религиозно-нравственного просвещения в духе Православной Церкви в пользу недостаточных студентов С.-Петербургской Духовной Академии. — СПб.: Тип. Елеонского. Ценз. 1885. — 79 с.
- Церковно-религиозная жизнь и богословская мысль в России по запискам Пальмера. — СПб.: Тип. Елеонского, Ценз. 1883. — 97 с. — Изд.: «Странник».

### Статьи

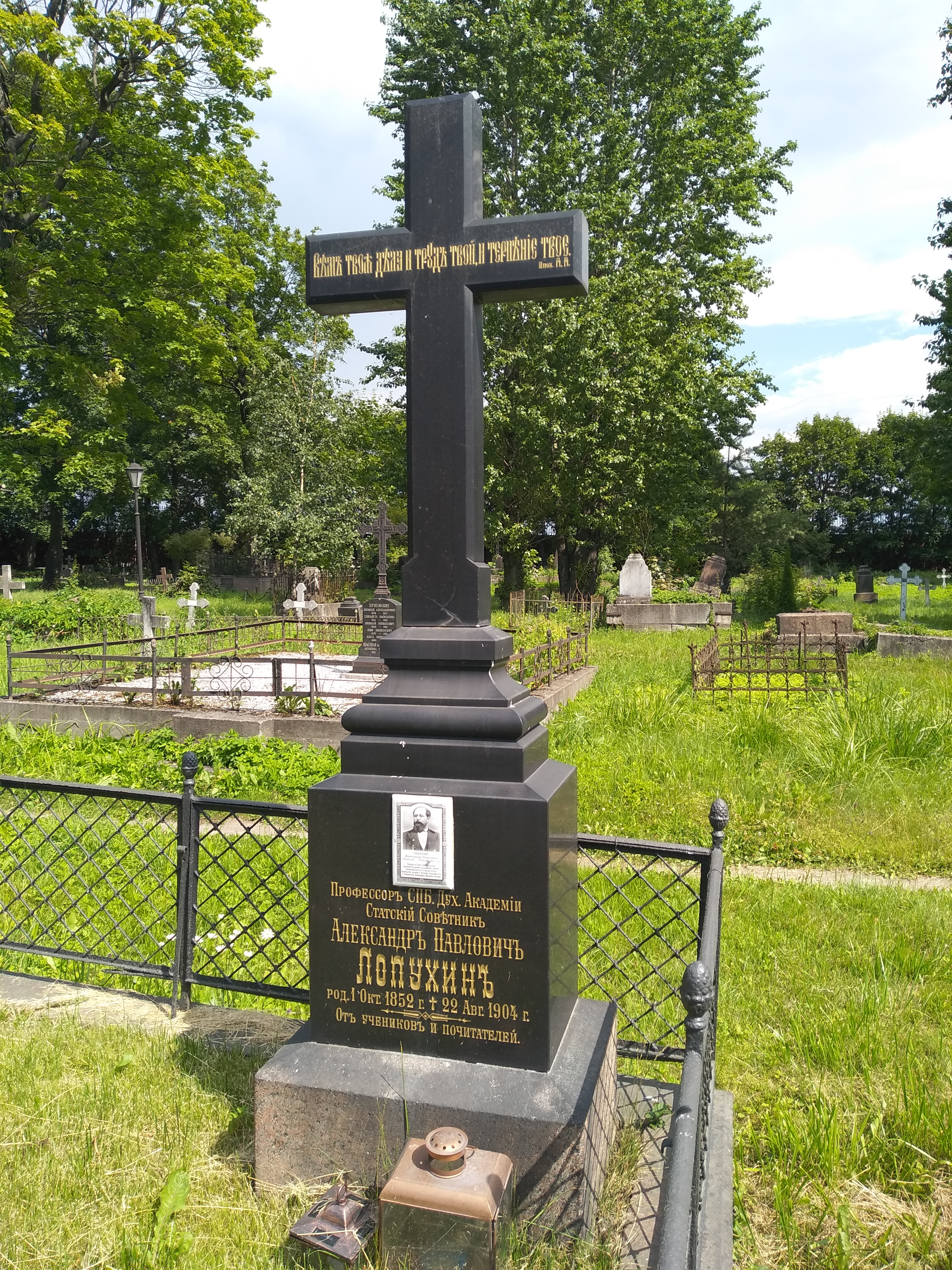
Могила Лопухина на Никольском кладбище Александро-Невской лавры в Санкт-Петербурге

- Библия и естествознание. — СПб.: Тип. Деп. уделов, 1877. — 9 с.; Церковный вестник. — № 26.
- Лопухин А. П. Брак и соединённые с ним отношения по законам Моисея // Христианское чтение : журнал. — СПб., 1879. — № 1—2. — С. 69—98.
- Лопухин А. П. Ветхозаветные пророки: Библейско-историческая характеристика // Христианское чтение : журнал. — СПб., 1876. — № 5—6. — С. 695—729.
- Лопухин А. П. Год православного журнала в Америке: «The Oriental Church Magazine», ed. bу Rev. Nicolas Bjerring. 1879. New-York // Христианское чтение : журнал. — СПб., 1880. — № 3—4. — С. 484—491.
- Лопухин А. П. Голос истории против отрицательной критики: Несостоятельность основного аргумента отрицательной критики ο неподлинности Пятокнижия Моисеева пред лицом новейших историко-археологических открытий // Христианское чтение : журнал. — СПб., 1895. — № 11—12. — С. 468—488.
- Лопухин А. П. Государственное управление по законам Моисея // Христианское чтение : журнал. — СПб., 1879. — № 5—6. — С. 649—672.
- Лопухин А. П. Государство и общество по законам Моисея // Христианское чтение : журнал. — СПб., 1879. — № 3—4. — С. 333—353.
- Лопухин А. П. Земля и собственность по законам Моисея // Христианское чтение : журнал. — СПб., 1881. — № 1—2. — С. 157—195.
- Лопухин А. П. Кризис в отрицательной школе: К вопросу об исторической достоверности книги «Деяний Апостольских» // Христианское чтение : журнал. — СПб., 1896. — № 7—8. — С. 3—19.
- Настоящее и будущее Православия в Америке: Лекция, читанная в торжественном собрании Братства Пресвятой Богородицы 9 февр. 1897. — СПб.: Типо-лит. Пухира. — Извлеч. из: Церков. вестник. — 1897. — № 9—11, 13, 14.
- Лопухин А. П. Обращение св. Апостола Павла: Глава из новой книги английского богослова Фаррара // Христианское чтение : журнал. — СПб., 1880. — № 9—10. — С. 271—295.
- Отзыв о труде Ф. Вигуру «Библейский словарь. Вып. 1— 12» // Христиан, чтение. — 1893. — Ч. 1.
- Памяти Афанасия Фёдоровича Бычкова. — СПб.: Тип. Лопухина, 1899. — 13 с. — Извлеч. из: Церков. вестник. — 1899. — № 14.
- Памяти историка С.-Петербургской Духовной Академии И. А. Чистовича: Некролог. — СПб., Ценз. 1893. — 11с. — Извлеч. из: Церков. вестник. — 1893. — № 45.
- Лопухин А. П. Противопапские движения в недрах римского католицизма в XIX веке: Очерки из истории свободных течений в римско-католическом богословии — по поводу столетней годовщины рождения И. Дёллингера // Христианское чтение : журнал. — СПб., 1899. — № 5, 6. — С. 943—967 (№ 5), С. 1141—1168 (№ 6).
- Речь, произнесённая пред публичной защитой представленной на соискание степени магистра диссертации под заглавием «Римский католицизм в Америке». — СПб.: Тип. Деп. уделов, 1881. — 16 с. — Извлеч. из: Церков. вестник.
- Лопухин А. П. Св. Апостол Павел в центрах классического мира // Христианское чтение : журнал. — СПб., 1896. — № 9—10, 11—12. — С. 209—237 (№ 9—10), С. 417—443 (№ 11—12).
- Лопухин А. П. Святой Иоанн Златоуст как проповедник человеколюбия и милостыни // Христианское чтение : журнал. — СПб., 1897. — № 1, 2. — С. 27—48 (№ 1), С. 245—260 (№ 2).
- Лопухин А. П. Семейные отношения по законам Моисея // Христианское чтение : журнал. — СПб., 1878. — № 9—10. — С. 341—377.
- Лопухин А. П. Семидесятипятилетие духовно-академического журнала «Христианское чтение»: 1821–1895 // Христианское чтение : журнал. — СПб., 1896. — № 1—2. — С. 3—25.
- Лопухин А. П. Сношения американской епископальной церкви с православным Востоком по вопросу о соединении Церквей: Составлено по протоколам заседаний генеральных конвенций американской епископальной церкви за 1862—1874 годы // Христианское чтение : журнал. — СПб., 1882. — № 7—8. — С. 74—126.
- Лопухин А. П. Столетие православной миссии в С. Америке // Христианское чтение : журнал. — СПб., 1894. — № 9—10. — С. 177—207.

### Толковая Библия Лопухина
- 1-й том (1904) — Пятикнижие Моисеево. Издание под редакцией А. П. Лопухина.

Издания преемников А. П. Лопухина:
- 2-й том (1905) — Книги Иисуса Навина, Судей, Руфь и Царств.
- 3-й том (1906) — Книги Паралипоменон, Ездры, Неемии, Товита, Иудифь и Есфирь.
- 4-й том (1907) — Книги Иова, Псалтырь и Книга притчей Соломоновых.
- 5-й том (1908) — Книги Екклесиаста, Песни песней, Премудрости Соломона, Иисуса сына Сирахова и Пророка Исаии.
- 6-й том (1909) — Книги Прор. Иеремии, Плач Иеремии, Послание Иеремии, Прор. Иезекииля и Прор. Варуха.
- 7-й том (1910) — Книги Прор. Даниила, Осии, Иоиля, Амоса, Авдия, Ионы, Михея, Наума, Аввакума, Софонии, Аггея, Захарии, и Малахии.
- 7-й том А (1913) — Книги Маккавейския и Третья книга Ездры.
- 8-й том (1911) — Евангелие от Матфея.
- 9-й том (1912) — Евангелия от Марка, Луки и Иоанна.
- 10-й том (1913) — Деяния Св. Апостолов, Соборныя Послания Иакова, Петра, Иоанна, Иуды и Послание Ап. Павла к Римлянам.
- 11-й том (1913) — Послания Ап. Павла: к Коринфянам, Галатам, Ефесянам, Филиппийцам, Колоссянам, Фессалоникийцам, Тимофею, Титу, Филимону и к Евреям и Откровение св. Иоанна Богослова.